# Eupholini
Eupholini es una tribu de insectos coleópteros curculiónidos pertenecientes a la subfamilia Entiminae.  

## Géneros
- Celebia
- Episomellus
- Eupholus
- Gymnopholus
- Monoscapha
- Penthoscapha
- Rhinoscapha